# Константинос Сарос
Константинос Сарос или капитан Калас (на гръцки: Κωνσταντίνος Σάρρος, Καπετάν Κάλας) е гръцки офицер и революционер, деец на Гръцката въоръжена пропаганда в Македония от началото на XX век.

## Биография
Константинос Сарос става жандармерийски капитан в Гърция. След това се присъединява към гръцката пропаганда в Македония и действа като ръководител на андартските сили в Ениджевардарското езеро. Сарос действа в июжната част на езерото, Йоанис Деместихас в източната, а Телос Аграс и Панайотис Пападзанетеас в западната част. Възложено му е да построи тренировъчни лагери и медицински център за обучение и употреба на местните гъркомани, както и складове за оръжие и провизии. Влиза в конфликт с Пападзанетеас и Аграс, заради което действията в югоизточния дял на езерото са ограничени. Негов подвойвода е лейтенант фармацевт Георгиос Томбрас (капитан Рупакяс), но скоро след това той се изтегля на лечение.
Според романа „В тайните на блатото“ на Пинелопи Делта Константинос Сарос се обявява твърдо против гръцко-турското сътрудничество срещу четите на ВМОРО в района, което е потвърдено от спомените на Панайотис Пападзанетеас. Изтегля се от Македония през пролетта на 1908 година.
По време на Втората световна война е помощник-отговорник за Енидже Вардар в колаборационистката организация на Георгиос Пулос, целяща унищожаването на комунистите от ЕАМ - ЕЛАС и българите от Охрана в Източна Македония.